# エアーネクスト
エアーネクスト株式会社（英称: Air Next） は、かつて存在した全日本空輸（ANA）グループの日本の航空会社である。2005年6月21日にANA316便（福岡→小松）で就航開始。
コストを引き下げて効率的な運航をすることを目的にエアーニッポン（ANK）により設立された。エアーニッポンが使用していたナローボディジェット旅客機・ボーイング737-500を運航していた。
ANAグループの九州・沖縄関連路線を中心に、「運送の共同引受」によりANAの便名で国内路線を運航していた。
2010年10月、同じANAの子会社であるエアーニッポンネットワークに、エアーセントラルとともに合併され、ANAウイングスに再編された。

## 沿革
- 2004年8月20日 - 会社設立登記
- 2005年6月 - 路線就航

## 就航路線
2008年4月現在
- 中部国際空港 - 鹿児島空港
- 福岡空港 - 新潟空港、小松空港、福江空港、那覇空港
- 那覇空港 - 鹿児島空港、宮古空港、石垣空港

## 使用機材

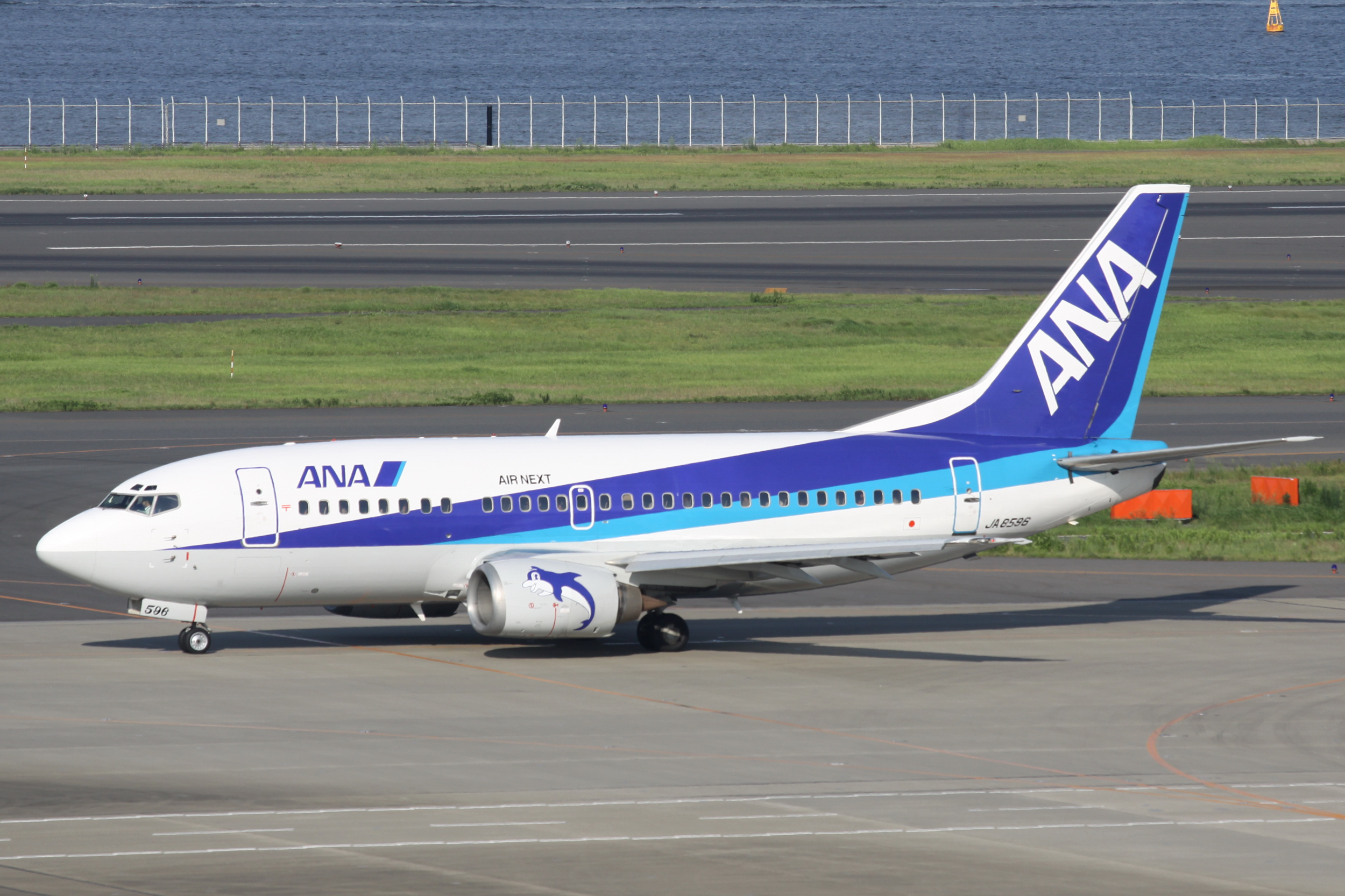
ボーイング737-500

- ボーイング737-500型機 （稼動機材数3.5機、2008年4月現在）

### 塗装
ANAのトリトンブルー基本塗装に「AIR NEXT」のオペレーター名が追加されたものである。グループ共用機材についてはANAの基本塗装のみでオペレーター名の表記はない。エアーニッポンの同型機と同様にエンジンカウルにイルカのイラストが描かれており、「スーパードルフィン」の愛称を持つ。